# Batalha da Escada
A Batalha da Escada é um evento cultural do tipo Batalha de Rap do Brasil, e um representante do Hip Hop Brasiliense. Essas batalhas são realizadas regularmente, com frequência semanal, no Teatro de Arena Honestino Guimarães no Campus Universitário Darcy Ribeiro da Universidade de Brasília, em Brasília, Distrito Federal, Brasil.

## História
A Batalha da Escada foi criada em 2015, por iniciativa de um coletivo formado por alunos da Universidade de Brasília, entre os quais Stei (Raphael Steigleder), Stroga (Rafael Montenegro) e os idealizadores good (André Henrique) e Pedro Além (Pedro Alencar). Em 2018, o evento foi formalizado como um projeto de Extensão universitária, pela Professora Márcia Marques. A Batalha da Escada deu origem a uma disciplina de graduação ofertada pela Faculdade de Comunicação da UnB.
Uma das características marcantes da Batalha da Escada é a presença de mulheres nas disputas.

## Pandemia COVID-19
Antes da Pandemia de COVID-19, os eventos da Batalha da Escada estavam ocorrendo semanalmente às 18h, no Teatro de Arena no Campus Darcy Ribeiro da UnB. Com a suspensão das aulas presenciais na UnB, que ocorre desde Março de 2020, o coletivo que organiza a Batalha da Escada desenvolveu o projeto chamado Escada de casa, que usa Instagram e YouTube para promover registros de batalhas debatendo e refletindo sobre temas variados como saúde, políticas públicas, hip-hop, feminismo, movimento negro, arte e cultura, desigualdades sociais e principalmente a manutenção do debate e do pensamento crítico, típicos do Rap.

## Batalhas
O registro de várias lutas na Batalha da Escada encontra-se disponível no Youtube, que apresentava mais de 14.000 usuários inscritos e 400 vídeos disponíveis, em novembro de 2020.[carece de fontes?]
A presença de registros sobre o evento também ocorre na mídia social Instagram.[carece de fontes?]

### Formato de Batalhas
As batalhas geralmente começam com um "par ou ímpar" para determinar qual MC irá primeiro. O primeiro MC, que começa, geralmente terá 45 segundos para fazer um freestyle rap contra o outro MC, dessa forma criando um ataque. Em seguida, o outro MC terá 45 segundos para se defender elaborando suas rimas improvisadas de defesa. Assim que o MC que está defendendo concluir, este MC agora atacará por 45 segundos. Finalmente, o MC que iniciou a batalha terá 45 segundos para se defender, logo concluíndo a batalha. 
Caso haja um empate após os dois primeiros rounds, será emitido um terceiro round onde os dois MCs devem rimar de forma intercalada, conhecido popularmente como o formato "bate e volta", sendo que um MC rima 8 estrofes e o outro MC responde com 8 estrofes, o MC inicial então rima mais 4 estrofes e o outro MC responde com 4 estrofes de acordo. Durante o terceiro round, esse formato "bate e volta" continua até o tempo esgotar (geralmente 45 segundos de duração). Depois a plateia e os jurados determinam o MC vencedor da batalha.
Os rappers que desejam participar de um evento da Batalha da Escada precisam fazer a devida inscrição previamente e, normalmente, são selecionados através de um sorteio cerca de 16 MCs. A cada batalha, os MCs são eliminados para que, no final, seja escolhido um vencedor. Normalmente, a plateia escolhe o vencedor, embora às vezes também existem jurados presentes com cartões de pontuação. Esses jurados analisam minuciosamente cada batalha e dão pontos a cada MC com base em seu conteúdo lírico, flow, presença de palco, punchlines, entre outros critérios.